# Manual
Manual ali podprstnik oz. prstnik je ročna klaviatura pri orglah, elektronskih orglah, čembalu, klavikordu in sintetizatorju. Izraz »manual« za te klaviature se uporablja predvsem za ločevanje od klaviatur, na katere se igra z nogami. Sestavljen je na enak način kot klaviature drugih glasbil, npr. klavirja, torej kot vrsta črnih in belih tipk. Največkrat obsega 5 oktav oz. 61 tipk.
1. ↑  »Kmetijske in rokodelske novice, 26.05.1869, letnik 27, številka 21«. 13. maj 2015. Arhivirano iz prvotnega spletišča dne 18. maja 2015.
2. ↑  »Učiteljski tovariš, 01.05.1881«. 13. maj 2015.
3. ↑  »Termania, slovensko-nemški slovar«. 13. maj 2015.